# Çò d'Arró
Çò d'Arró és una casa d'Aubèrt, al municipi de Vielha e Mijaran (Vall d'Aran), inclosa a l'Inventari del Patrimoni Arquitectònic de Catalunya.

## Descripció
Çò d'Arró, d'acord amb el prestigi del llinatge, és un casal senyorial de considerables dimensions que segons les obertures desenvolupa en alçada si més no quatre plantes i un "humarau" de dos nivells ("boques de lop"), sota una coberta d'encavalles de fusta, de dos eixos superposats, i llosat de pissarra amb planes reforçant les arestes; per la banda de llevant un "tresaigües" més desenvolupat aixopluga la galeria. La façana paral·lela a la "càpiera" i orientada a migdia, observa una distribució simètrica. A més de l'arrebossat emblanquinat que ressalta la fusteria pintada de color verd i els marcs de fàbrica, els paraments han estat decorats amb obra de cara visa diversos trams i en el sòcol; de manera que el conjunt assoleix un cert caràcter modernista.
Altrament l'eix central reuneix els elements més remarcables: porta principal força elevada amb l'accés a partir d'una escalinata frontal,resolta aquella amb peces de marbre ornades amb motllures; un magnífic balcó amb obertura també de fàbrica i la barana tornejada; i al capdamunt un finestral que parteix la cornisa en dos i adopta l'estructura d'una llucana, de manera que integra la pala de la teulada amb la façana. El treball de fusteria no és menys remarcable(portes finestres i llucanes) imitant permòdols.

## Història
Ramon de Rorarró figura ja l'any 1313 com a còsol d'Aubèrt. Al segle xix Aubèrt comptava amb 20 cases, la majoria amb teulades de pissarra, construïdes per dintre amb fusta i amb comoditats suficients, i altres amb una sola planta i "tet de palha".